# Новое Заболотье
Новое Заболотье (бел. Новае Забалоцце) — упразднённый посёлок в Заболотском сельсовете Буда-Кошелёвского района Гомельской области Белоруссии.
В связи с радиационным загрязнением после Чернобыльской катастрофы жители (5 семей) переселены в чистые места.

## География

### Расположение
В 24 км на северо-восток от районного центра и железнодорожной станции Буда-Кошелёвская (на линии Жлобин — Гомель), 50 км от Гомеля.

## Транспортная сеть
Рядом автомобильная дорога Чечерск — Буда-Кошелёво и шоссе Довск — Гомель. Вдоль короткой широтной улицы деревянные дома усадебного типа.

## История
Основан в 1920-х годах на бывших помещичьих землях переселенцами преимущественно из деревня Заболотье. В 1929 году жители деревни вступили в колхоз. В 1959 году входил в состав колхоза «Искра» (центр — деревня Заболотье).

## Население

### Численность
- 2010 год — жителей нет.

### Динамика
- 1959 год — 68 жителей (согласно переписи).
- 1990-е — жители (5 семей) переселены.